# Andreas Bachmann (Politiker)
Andreas Bachmann (* 31. März 1962 in Osnabrück) ist ein deutscher Politiker (Regenbogen – Für eine neue Linke, davor Grün-Alternative Liste (GAL), davor SPD). Er war von 1993 bis 1997 Mitglied der Hamburgischen Bürgerschaft.

## Leben und Politik
Bachmann wuchs in Köln und Aachen auf. Nach dem Abitur leistete er seinen Zivildienst ab und arbeitete später als Versicherungsangestellter.
Bachmann war erst von 1979 bis 1985 Mitglied der SPD. 1986 kam er nach Hamburg und wurde Mitglied bei der Grün Alternativen Liste (GAL). Innerhalb der Partei übernahm er von 1987 bis 1991 die Tätigkeit als Referent des GAL-Landesverbandes und der Bürgerschaftsfraktion für die Bereiche Gewerkschaft und Verkehrspolitik. Von 1991 bis 1993 saß er im Landesvorstand des Verkehrsclub Deutschlands. Zudem war er auf kommunaler Ebene im Umwelt und Verkehrsausschuss der Bezirksversammlung Eimsbüttel.
Er war von 1993 bis 1997 Mitglied der Bürgerschaft der Freien und Hansestadt Hamburg. Dort war er für seine Fraktion im Wirtschaftsausschuss und Sozialausschuss.
1999 wechselte Bachmann – er hatte zuvor schon der GAL-internen, linken Strömung Zwischen allen Stühlen (ZAS) angehört – aus Protest gegen die Zustimmung der Grünen zur Kriegsbeteiligung im ehemaligen Jugoslawien zur Wählervereinigung Regenbogen – Für eine neue Linke. Diese Vereinigung löste sich dann im Dezember 2007 selbst auf.
Weiterhin ist Andreas Bachmann Mitglied der Redaktion der Zeitung express – Zeitung für sozialistische Betriebs- und Gewerkschaftsarbeit an. Er arbeitet außerdem im Komitee für Grundrechte und Demokratie mit.
Andreas Bachmann ist mit der Politikerin Susanne Uhl verheiratet und hat einen Sohn.